# Trident (motor de layout)
Trident (também conhecido como MSHTML) foi o motor de renderização para diversas versões do Internet Explorer no Microsoft Windows. Porém, quando o Internet Explorer foi descontinuado e substituído pelo Microsoft Edge, o motor de renderização também o foi, pelo seu fork, o EdgeHTML.

## Versões
| Versões do Trident | Versões do MSHTML.dll | Versão do Internet Explorer | Versão do Internet Explorer Mobile |
| ------------------ | --------------------- | --------------------------- | ---------------------------------- |
| Nenhuma versão     | 4.0.x                 | 4.0                         | —                                  |
| Nenhuma versão     | 5.0.x                 | 5.0                         | —                                  |
| Nenhuma versão     | 5.5.x                 | 5.5                         | —                                  |
| Nenhuma versão     | 6.0.x                 | 6.0                         | —                                  |
| Nenhuma versão     | 7.0.x                 | 7.0                         | —                                  |
| Nenhuma versão     | ?                     | —                           | 6.0                                |
| 3.1                | 7.0                   | —                           | 7.0                                |
| 4.0                | 8.0.x                 | 8.0                         | —                                  |
| 5.0                | 9.0.x                 | 9.0                         | —                                  |
| 6.0                | 10.0.x                | 10.0                        | 10.0                               |
| 7.0                | 11.0.x                | 11.0                        | 11.0                               |
| 8.0                | 11.0.x (Compat)       | 11.0                        | 11.0                               |